# جون بروس (لاعب كرة قاعدة)
جون بروس (بالإنجليزية: John Burrows)‏ هو لاعب كرة قاعدة أمريكي، ولد في 30 أكتوبر 1913 في واينفيلد في الولايات المتحدة، وتوفي في 27 أبريل 1987 في Coal Run, Ohio ‏ في الولايات المتحدة.

## وصلات خارجية
- جون بروس على موقع دوري كرة القاعدة الرئيسي (الإنجليزية)
- جون بروس على موقعبيزبول رفرنس.كوم (الدوري الرئيسي) (الإنجليزية)
- جون بروس على موقعبيزبول رفرنس.كوم (الدوري الثانوي) (الإنجليزية)